# Jonathan Tinhan
Jonathan Tinhan (Échirolles, 1º giugno 1989) è un ex calciatore francese, di ruolo centrocampista o attaccante.

## Carriera
Ha giocato nella Ligue 1 con Grenoble e Montpellier.

## Palmarès

### Club

#### Competizioni nazionali
- Campionato francese: 1

Montpellier: 2011-2012